# متحف الفنون الشعبية بقابس
متحف الفنون الشعبية بقابس هو متحف إثنوغرافي تونسي يقع في مدينة قابس.

أقيم المتحف في مدرسة قديمة ترجع للعهد المرادي، وهي محاذية لزاوية دينية للولي الصالح سيدي أبو لبابة الأنصاري. يركز المتحف على حياة الواحات التي تعرف بها ولاية قابس من خلال أربعة اهتمامات رئيسية: الصناعات المنزلية والزواج والتغذية والفلاحة. وفي المتحف أيضا بعض القطع الأثرية من تيجان ونقائش على الحجارة ومرمدات جنائزية.

## روابط خارجية
- متحف الفنون الشعبية بقابس نسخة محفوظة 12 سبتمبر 2018 على موقع واي باك مشين. على موقع وكالة إحياء التراث والتنمية الثقافية.